# Maria Antonia của Hai Sicilie
Maria Antonia của Hai Sicilie ( tiếng Ý: Maria Antonia delle Due Sicilie) (19 tháng 12 năm 1814 – 7 tháng 11 năm 1898), là Vương nữ Hai Sicilie và là Đại Công tước phu nhân xứ Toscana từ năm 1833 đến năm 1859 với tư cách là vợ của Leopoldo II xứ Toscana.